# John Symes
John Symes (Crediton, 11 januari 1879 - Sandford, 23 september 1944) was een Brits cricketspeler. 
Symes won met de Britse ploeg de gouden medaille op de Olympische Spelen van 1900.

## Erelijst
- 1900 –  Olympische Spelen in Parijs team